# Festuca ovina

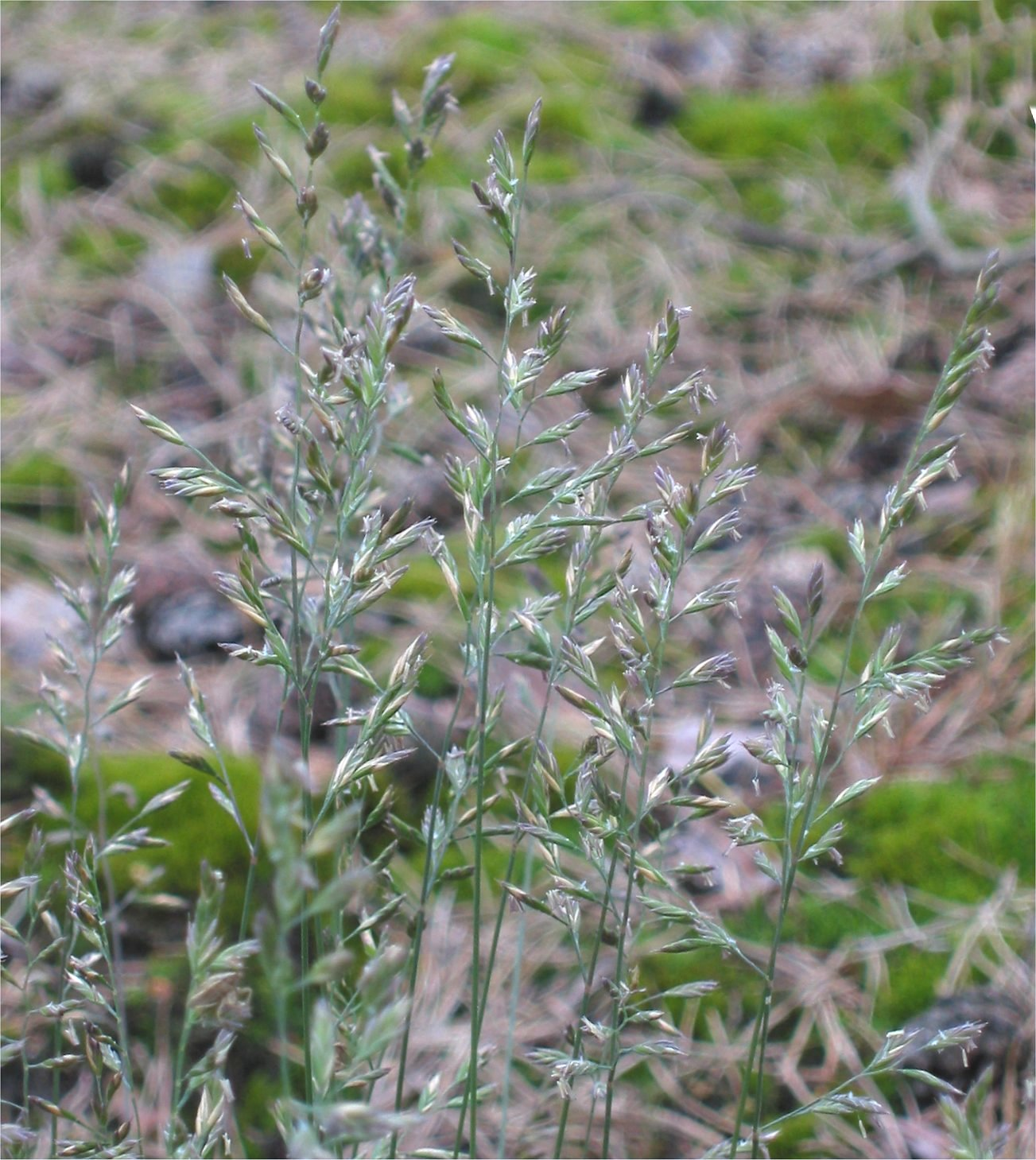
Espigas

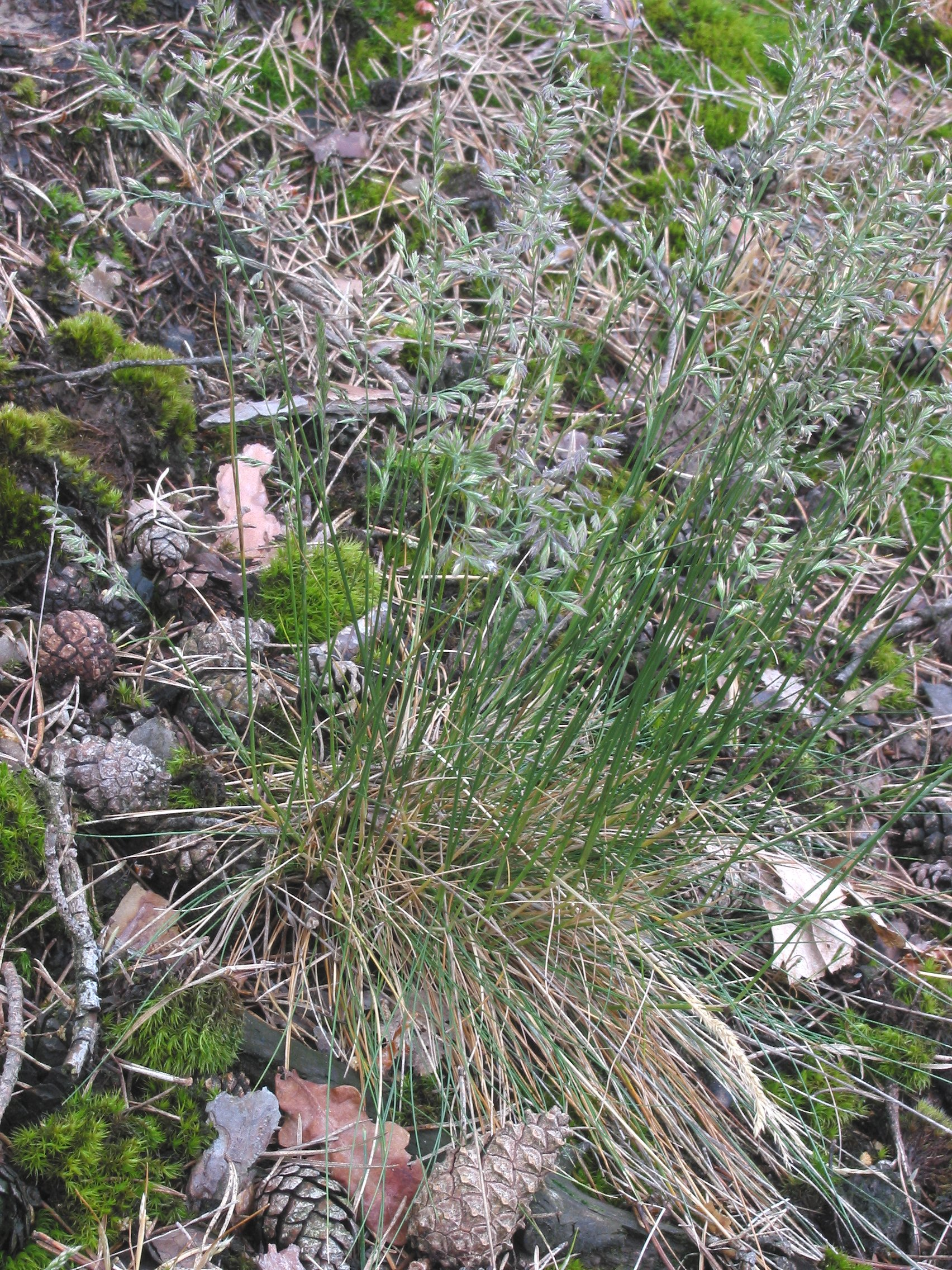
Vista de la planta

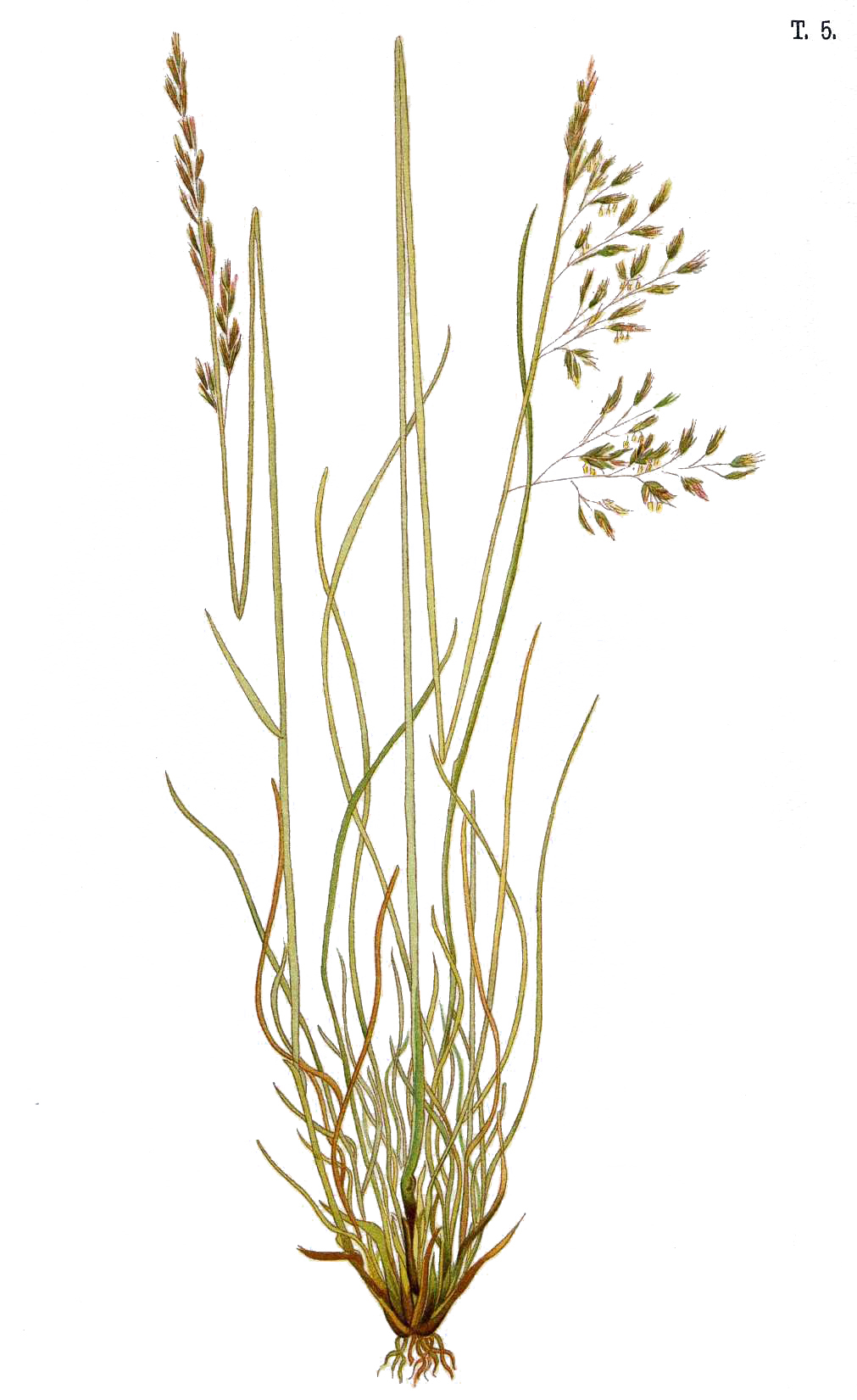
Ilustración

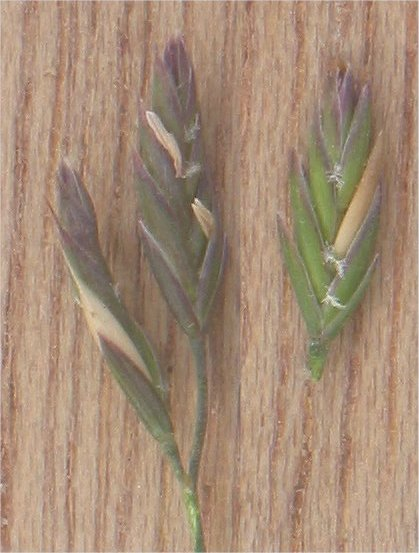
Detalle de las espigas

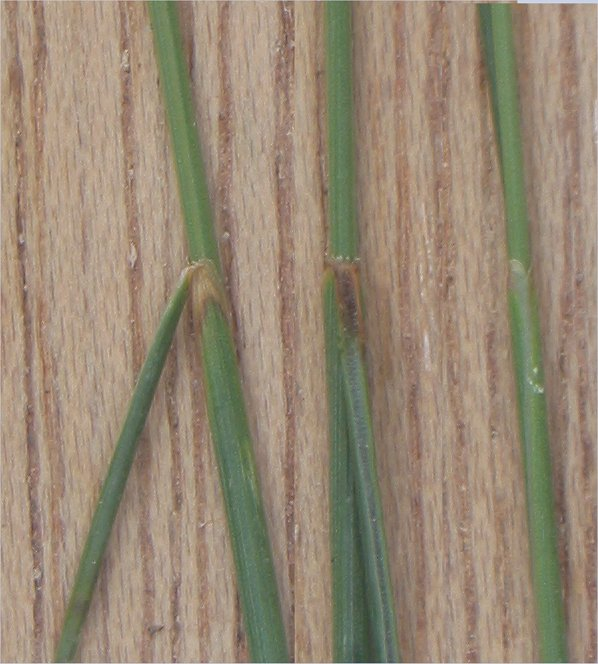
Lígula

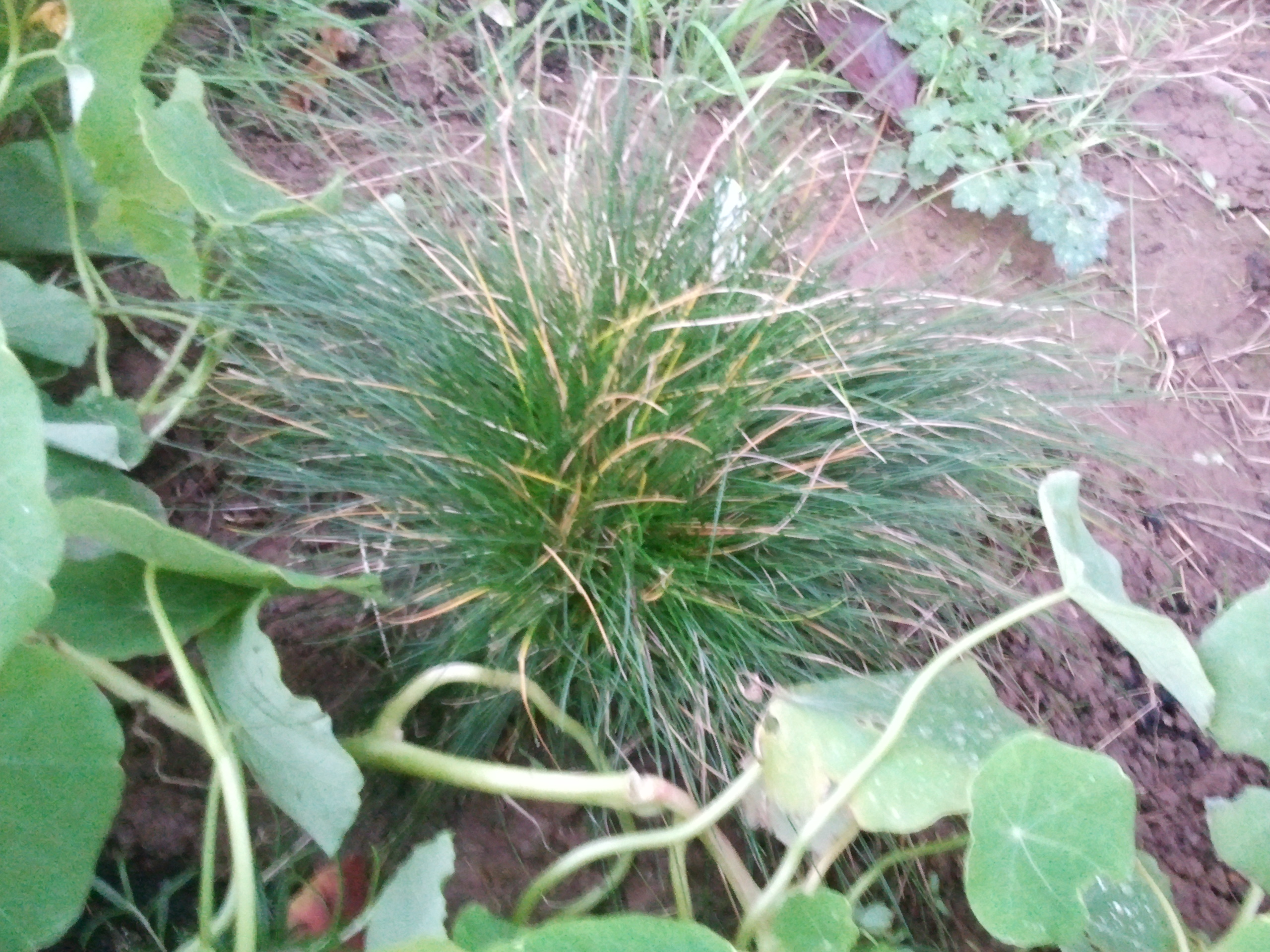
En su hábitat

Festuca ovina es una especie de planta herbácea de la familia de las gramíneas, llamada barcea, cañota o pan de corderos - entre otros.

## Características
Planta vivaz hemicriptofita, de hábito cespitoso que crece en matas muy densas. Con un tamaño de 20 a 45 centímetros, forma macollas aisladas, casi esféricas. Es una planta perenne, provista de hojas cerdiformes de color verde grisáceo y rica en tallos.
Muy resistente a la sequía y a bajas temperaturas. raíz anual muy dura y fibrosa, bastante profunda pero menos que el "ray-gras" y el dactilo. Raíces adventicias que pronto sustituyen a la principal. Hojas de color verde pálido virando a grisáceo entre 0,5 - 1mm de anchura. Limbos plegados, con bordes más o menos envueltos, llegando a enrollarse completamente. Haz con 2-6 estrías, algo áspero; envés liso o con asperezas aisladas en la quilla y los bordes. Semilla con el grano encerrado en las glumelas endurecidas, estrechas, de 0,75 mm. Color pajizo. Número de semillas por gramo =>Peso de 1000 semillas:0,7-0,6 g

## Requerimientos ambientales
Clima
Temperatura para la germinación 15 a 25 °C
Temperatura óptima de crecimiento 15 a 30 °C
Temperaturas máximas soportadas 30 °C
La producción del forraje puede llegar a disminuir entre un 60-70% si hay un agotamiento entre 60-90% del agua disponible.
Suelo
Se encuentra en los suelos rocosos y silíceos, prados secos, muy resistente al frío y a la sequía.
Vernalización
No es necesaria.
Fotoperiodo
Planta de día largo.

## Distribución
Se trata de una especie perenne originaria de Europa, muy utilizada en obras de revegetación paisajística, en jardines públicos y privados, en espacios sin mucha frecuencias de carga y de difícil accesibilidad.Vive en regiones templadas y frías. Se encuentra en abundancia en regiones montañosas.

## Biología y Fenología
Periodo vegetativo
Regulado por : luz, temperatura (óptima 15 °C), la reserva de nutrientes y la competencia por los factores ambientales entre los tallos ya formados.
Etapas
Germinación: la época ideal de siembra es durante la primavera o a principios de otoño.
Ahijamiento: comienza cuando se empiezan a formar las raíces secundarias.ç

## Periodo reproductivo
Etapas
Encañado: los entrenudos se alargan formando la caña, por donde emerge la inflorescencia.
Espigado.
Después de un período de latencia de 30 días tras la formación de la semilla, se producirá pasto nuevamente.

## Importancia económica
Como muchas otras especies de festuca, se utiliza como forraje con buenos resultados.

## Taxonomía
Festuca ovina fue descrita por Carlos Linneo y publicado en Species Plantarum 1: 73–74. 1753.
Etimología
Festuca: nombre genérico que deriva del latín y significa tallo o brizna de paja, también el nombre de una mala hierba entre la cebada.
ovina: epíteto latino que significa "de las ovejas".
Subespecies
- Festuca ovina var. glauca

Sinonimia
- Avena ovina (L.) Salisb.
- Bromus ovinus (L.) Scop.
- Festuca brevifolia var. utahensis St.-Yves
- Festuca calligera (Piper) Rydb.
- Festuca diffusa V.N.Vassil.
- Festuca guestphalica Boenn. ex Rchb.
- Festuca malzewii (Litv.) Reverd.
- Festuca minutiflora Rydb.
- Festuca saximontana Rydb.
- Gnomonia ovina (L.) Lunell[1]
- Festuca agrestis Wulfen ex Steud.
- Festuca amethystina var. asperrima Hack. ex Beal
- Festuca baumgarteniana Schur
- Festuca capillaris Wulfen
- Festuca centroapenninica (Markgr.-Dann.) Foggi, F.Conti & Pignatti
- Festuca chiisanensis (Ohwi) E.B.Alexeev
- Festuca curvifolia Lag. ex Lange
- Festuca eskia Lej.
- Festuca filifolia Link
- Festuca fontqueriana (St.-Yves) Romo
- Festuca glaucantha Blocki
- Festuca glaucoidea (Vetter) E.B.Alexeev
- Festuca hallerioides Schur
- Festuca heterophylla Wahlenb.
- Festuca jumpeiana (Ohwi) Kitag.
- Festuca laevis var. ruprechtii (Boiss.) FEDTSCHENKO
- Festuca lasiantha Schur
- Festuca leucantha Schur
- Festuca livida Schur
- Festuca mariettana E.B.Alexeev
- Festuca maskerensis (Litard.) Romo
- Festuca multiflora Suter
- Festuca nigra Gilib.
- Festuca oligosantha Schur
- Festuca pauciflora Schleich.
- Festuca pietrosii Zapal.
- Festuca pratensis Honck.
- Festuca pumila Willk.
- Festuca purpusiana (St.-Yves) Tzvelev
- Festuca ruprechtii (Boiss.) Krecz. & Bobrov
- Festuca sauvagei Romo
- Festuca sciaphila Schur
- Festuca sphagnicola B.Keller
- Festuca trachyphylla f. firmulacea Markgr.-Dann.
- Festuca valesiaca var. lasiantha Schur
- Festuca verguinii Sennen
- Festuca vorobievii Prob.
- Festuca vulgaris (K.Koch) Hayek
- Festuca weilleri (Litard.) Romo
- Festuca yarochenkoi (St.-Yves) E.B.Alexeev
- Poa setacea Koeler[4][5]

## Nombre común
- Castellano: barcea, cañota, cañotilla, cañuela, cañuela de oveja, escobilla, pan de corderos.[6]